# Race for the Galaxy
Race for the Galaxy (w skrócie RftG) – gra karciana wydana w 2007 przez Rio Grande Games. Jej autorem jest amerykański programista i ekonomista – Thomas Lehmann. W 2012 została wydana polska wersja gry o pełnym tytule Race for the Galaxy: Narodziny Imperiów.
Gra przeznaczona jest dla 2 do 4 graczy, jednak dzięki dodatkom możliwa jest rozgrywka solowa oraz rozszerzona do 6 osób. Celem gry jest zdobycie punktów zwycięstwa, które można wykupić za jeden z czterech dostępnych surowców. Aby uzyskać niezbędne surowce należy je zdobyć lub wyprodukować na jednym z kontrolowanych przez siebie światów.
Zostały wydane następujące rozszerzenia w języku angielskim:
- Gathering Storm
- Rebel vs Imperium
- The Brink of War
- Alien Artifacts

W 2014 została wydana kościana wersja gry pod tytułem Roll for the Galaxy, która została przetłumaczona na język polski w roku 2015.